# Loa Schihin Schoug
Loa Konstantin Schihin Schoug, född 9 september 1999 i Helsingborg, är en svensk bordtennisspelare och socionom. Han spelar för Åstorps BTK och Amager BTK. 
Schihin Schoug har utöver Åstorps BTK representerat Sveriges landslag vid Finlandia Open 2017, Amager BTK i Danska Elitserien säsongen 2021/2022, 2024/2025 & 2025/2026 samt PT Espoo i Finländska Elitserien säsongen 2016/2017. 
Vid sidan om sin karriär som bordtennisspelare är Schihin Schoug utbildad socionom och spelar fotboll med Väsby FK. 
Schihin Schoug är polyglott och talar svenska, engelska, ryska, danska samt serbiska.